# Pycnarmon nebulosalis
Pycnarmon nebulosalis là một loài bướm đêm trong họ Crambidae.